# Centaurea argentea
Centaurea argentea — вид квіткових рослин айстрових (Asteraceae). Місцевий ареал цього виду — материкова Греція та Крит. Гірсько-субальпійський вид.

## Морфологічна характеристика
Це рослина 10–40 см, сіро-запушена. Нижні листки перисторозсічені, сегменти тупі, довгасті, цілокраї або розріджено-зубчасті, стеблові листки сидячі, лопатеві, короткі. Квіткові голови поодинокі, дрібні. Квітки жовті.